# Angela Bettis
Angela Marie Bettis (Austin, Texas, 9 de enero de 1973) es una actriz de cine, teatro y televisión
estadounidense. Su debut en el cine fue en el año 1993, en la película La novicia, originalmente llamada Storia di una capinera en Italia.
Uno de sus papeles más reconocidos es en Inocencia interrumpida de 1999, pero es también destacada por su interpretación en películas de suspenso y terror como ser en la adaptación televisiva de Carrie en 2002, May de 2002 y La masacre de Toolbox, entre otras.
También ha aparecido en numerosas series de televisión y en el teatro trabajó en Broadway a partir de 1996.

## Biografía
Angela Marie Bettis, conocida como Angela Bettis, nació en 1973, en Estados Unidos. Es hija de Mary Linn y Joshep Bettis. Estudió en el instituto Westlake de Texas; a los 20 años, en 1993, se dirige a Italia para debutar el cine como protagonista de Storia di una capinera, dirigida por Franco Zeffirelli y donde actuó junto a Johnathon Schaech y Vanessa Redgrave.
Luego asistió a The Musical americano, y más tarde a una academia dramática en la década de los noventa; también estudio en Nueva York la carrera de actuación y teatro, alentada por su madre. Más tarde se convirtió en una estrella en la película The Last Best Sunday, en 1999, pero antes actuó en Inocencia interrumpida interpretando a Janet Weber, una anoréxica junto a Winona Ryder y Angelina Jolie.
Luego en el año 2002, tomó parte en el montaje de Broadway de Las brujas de Salem, de Arthur Miller, interpretando a  Abigail Williams junto a Laura Linney. Más tarde, se convirtió en una actriz exitosa por su trabajo en películas de género terror. En el año 2002, actuó en la película Carrie, una versión actualizada de la novela homónims de Stephen King, siendo ella la protagonista y actuando con Patricia Clarkson y Emilie de Ravin. Después trabajó en May, interpretando a May Dove Canady, una joven que nunca ha conocido el amor o la amistad y finalmente decide vengarse tras tantos rechazos y humillaciones. Esta fue dirigida por Lucky McKee, con quien Bettis sostuvo una relación. En esta película, obtuvo numerosos premios; actuó junto a Jeremy Sisto, James Duval y Anna Faris. Lucky McKee también ha trabajado con Angela Bettis en sus cortometrajes, vídeos cortos, y en la serie de terror Masters of Horror, en el episodio "Metamorfosis" donde tienen problemas con insectos de gran tamaño.
En el año 2004, Bettis protagonizó La masacre de Toolbox, con el papel de Nell Barrows, junto a Juliet Landau.Esta fue dirigida por Tobe Hooper, que había revolucionado el cine de terror con The Texas Chain Saw Massacre en 1974.
En el año 2006, Bettis debutó como directora con Roman, donde actúa el mismo Lucky McKee y Kristen Bell.
También ha trabajado como productora, una actividad que inició en el año 2009 dentro de la empresa Mo-Freek, propiedad de Kevin Ford (quien, se dice, es su pareja en la actualidad).

## Filmografía

### Cine y televisión
| Año       | Título                             | Papel                    | Notas |
| --------- | ---------------------------------- | ------------------------ | --- |
| 1993      | Storia di una capinera             | Maria Vizzini            | Debut como actriz en Italia, protagonista principal |
| 1998      | Touched by an Angel                | Laura                    | Serie de televisión |
| 1998      | Legacy                             | Jenna                    | Serie de televisión |
| 1999      | Sliders                            | Jill                     | Serie de televisión |
| 1999      | Inocencia interrumpida             | Janet Weber              | Como actuación especial, Película conocida como la mejor del año 1999 y |
| 2001      | The Flamingo Rising                | Alice Rey                | Película para televisión |
| 2000      | Bless the Child                    | Jenna O'Connor           | Película como actuación especial |
| 2001      | The Ponder Heart                   | Bonnie Dee Peacock       | Película para televisión |
| 2001      | Perfume                            | Wilemina                 | Película como actuación especial |
| 2001      | Falling                            | Caitlyn                  | Película como actuación especial |
| 2002      | People Are Dead                    | Angela                   | Como actriz, y productora |
| 2002      | Lovindapocalypse 2                 | No recurrente            | Video documental, como productora |
| 2002      | Carrie                             | Carrietta White / Carrie | Como protagonista principal, película para televisión |
| 2002      | Coastlines                         | Effie Bender             | Película como actuación especial |
| 2002      | May                                | May Dove Canady          | Protagonista principal Película de culto ganadora de Festival de Cine Fantástico de Málaga Festival Internacional de Cine de Cataluña a la mejor actriz Festival Internacional de Cine Fantástico de Bruselas Fangoria Chainsaw Award (ganadora por mejor actriz) Gérardmer Film Festival Online Film Critics Society Award (nominada) |
| 2003      | Hollywuld                          | Holly                    | Cortometraje, como actriz y productora |
| 2003      | Lovindapocalypse 3                 | No recurrente            | Video documental, como directora |
| 2004      | La masacre de Toolbox              | Nell Barrown             | Como actriz protagonista principal Fangoria Chainsaw Award (nominada como mejor actriz) |
| 2004      | Love Rome                          | Maria                    | Película como actuación especial |
| 2005      | Last Days of America               | America, la mujer        | Cortometraje como actriz y productora |
| 2006      | The Woods                          | Voz en el bosque         | Voz |
| 2006      | Masters of Horror                  | Ida Teeter               | Episodio "Metamorfosis", nombre verdadero "Sick girl" |
| 2006      | Roman                              | Voz, no recurrente       | Voz, como debut de directora de películas |
| 2007      | When is Tomorrow                   | Rachel                   | Película como actriz y productora. |
| 2007      | Scar                               | Joan Burrows             | Película como actuación especial |
| 2008      | Wicked Lake                        | Madre                    | Película como actuación especial |
| 2008      | Blue Like You                      | Red                      | Cortometraje |
| 2009      | House M. D.                        | Susan                    | Serie de televisión |
| 2010      | Drones                             | Amy                      | Película como actuación especial |
| 2010      | All My Friends Are Funeral Singers | Zel                      | Película como actuación especial |
| 2010      | My Alien Mother                    | Madre                    | Película como actuación especial |
| 2010      | Dexter                             | Emily Abedul             | Serie de televisión |
| 2011      | The Woman                          | Belle Cleek              | Película como actuación especial |
| 2010-2011 | CSI                                | Rosalind Johnson         | Serie de televisión |
| 2011      | Legs                               | Jen                      | Película como actriz y productora |
| 2012      | Sinister                           | Fran                     | Escenas eliminadas de la película |
| 2012      | The ABCs of Death                  | No recurrente            | Película como directora. Segmento "E is for Exterminate". |
| 2013      | Criminal Minds                     | Tess Mynok               | Serie de televisión |
| 2015      | Song to Song                       | Angela                   | Película como actriz |
| 2015      | Dig                                | Fay                      | Película para televisión |
| 2017      | Arkansas Traveler (Serie web)      | Myrtle                   | Serie Web |
| 2020      | 12 Hour Shift                      | Mandy                    | |
| 2021      | Ghosts of the Ozarks               | Lucille                  | |
| 2021      | The Weird Kidz                     | Duana                    | |

## Música
Bettis compuso además la canción principal de la película May, del año 2002, y también para el largometraje "The Circle", estrenado en 2005.
- May: "Deviation on a Theme"
- The Circle: "Charade"

## Premios y nominaciones
Festival de Cine de Sitges
| Año  | Categoría    | Película | Resultado |
| ---- | ------------ | -------- | --------- |
| 2002 | Mejor Actriz | May      | Ganadora  |

Online Film Critics Society Award
| Año  | Categoría    | Película | Resultado |
| ---- | ------------ | -------- | --------- |
| 2002 | Mejor Actriz | May      | Nominada  |

Festival de Cine Fantástico de Málaga
| Año  | Categoría    | Película | Resultado |
| ---- | ------------ | -------- | --------- |
| 2002 | Mejor Actriz | May      | Ganadora  |

Fangoria Chainsaw Awards
| Año  | Categoría              | Película              | Resultado |
| ---- | ---------------------- | --------------------- | --------- |
| 2002 | Mejor Actriz Principal | May                   | Ganadora  |
| 2004 | Mejor Actriz           | La masacre de Toolbox | Nominada  |

Festival Internacional de Cine Fantástico de Bruselas
| Año  | Categoría              | Película | Resultado |
| ---- | ---------------------- | -------- | --------- |
| 2002 | Mejor Actriz Principal | May      | Ganadora  |

Bucheon International Fantastic Film Festival
| Año  | Categoría        | Película | Resultado |
| ---- | ---------------- | -------- | --------- |
| 2006 | Mejor de Bucheon | Rooman   | Nominada  |

Marco Island Film Festival
| Año  | Categoría         | Trayectoria | Resultado |
| ---- | ----------------- | ----------- | --------- |
| 1999 | Rising Star Award | Como actriz | Ganadora  |